# Logements d'urgence à Stockholm

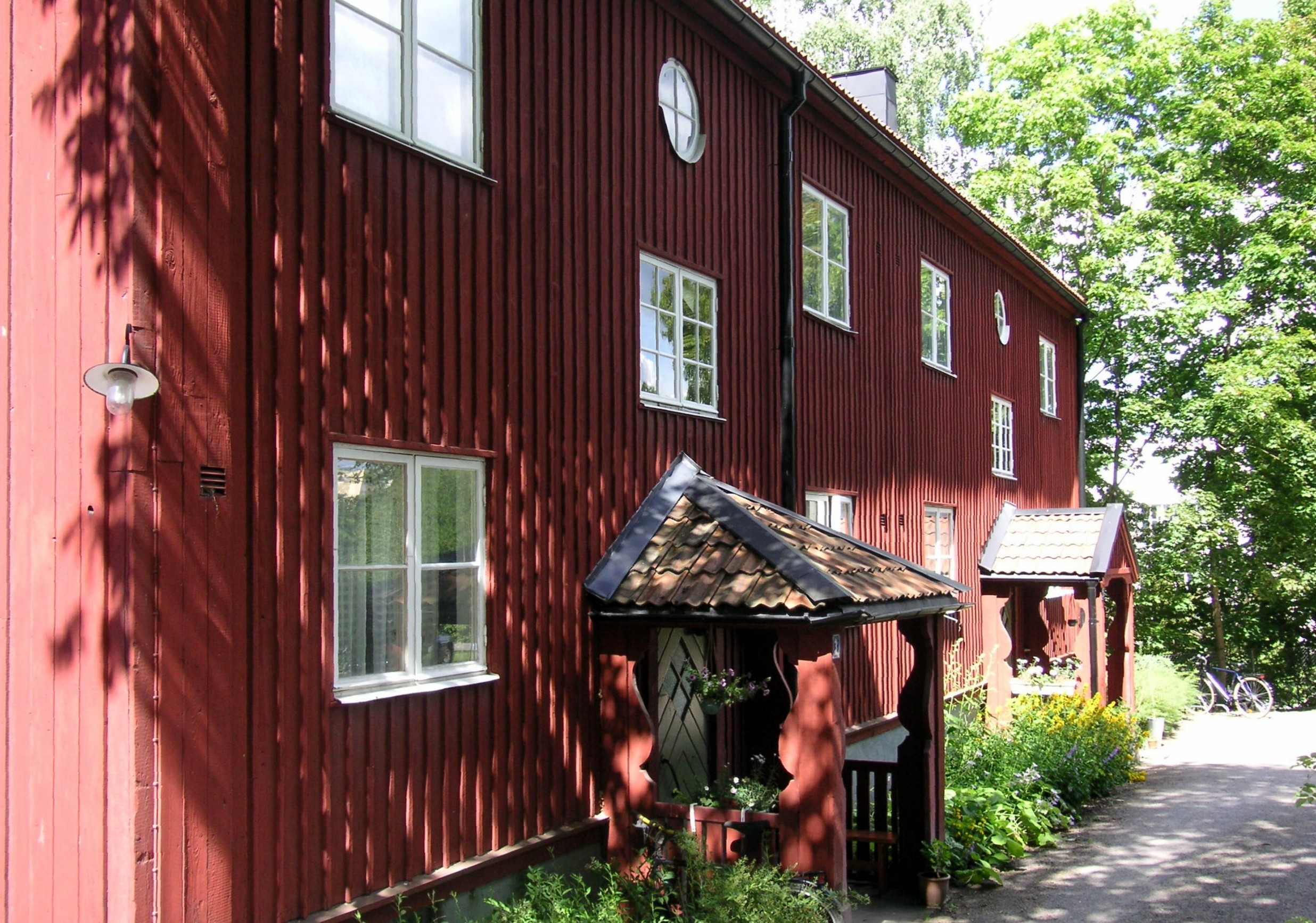
Cedersdalsgatan en 2008.

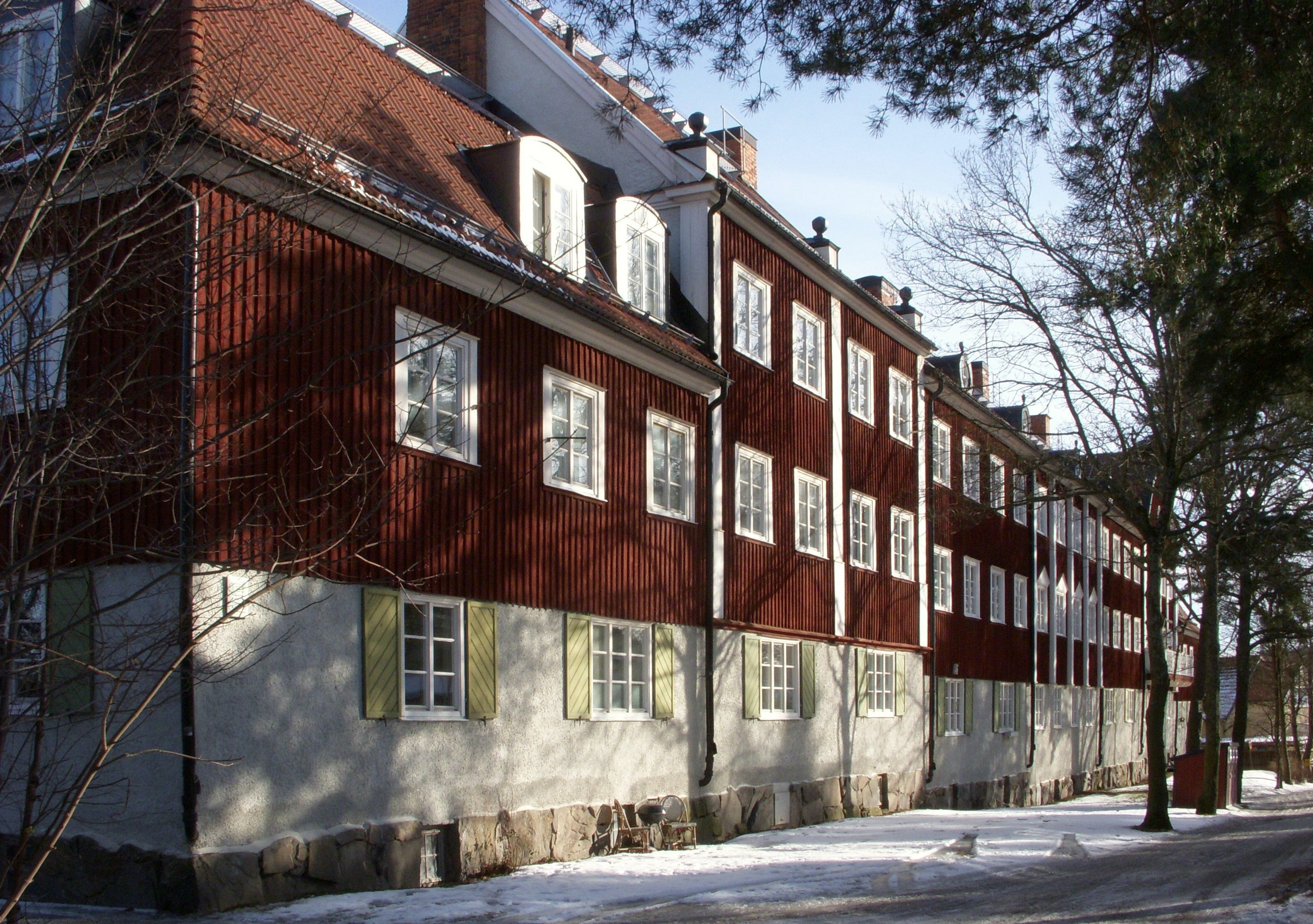
Bergsryggen en 2012.

C'est en réponse à la crise du marché immobilier qu'a connue la capitale suédoise pendant la Première Guerre mondiale qu'ont été construits des logements d'urgence à Stockholm. Au début du XXe siècle, les conditions de logement des familles ouvrières et des personnes à faible revenu s'étaient fortement détériorées. La raison principale en était la révolution industrielle et l'énorme flux de population qui en avait résulté, la population de Stockholm ayant pratiquement doublé dans les deux dernières décennies du XIXe siècle.
En 1917, il est décidé de plafonner les loyers dans la capitale, et en 1918 le parlement vote en faveur d'une subvention pour la construction de logements d'urgence dans les villes suédoises les plus touchées par la crise. À Stockholm, on construit entre 1917 et 1924 environ 2 500 logements d'urgence, parfois avec l'aide d'architectes de renom, comme Gunnar Asplund, Sven Erik Lundqvist, Gustaf Larson ou Axel Wetterberg. La plupart de ces constructions ont été démolies dans les années 1940 à 1960, et il ne subsiste aujourd'hui que deux lotissements : Cedersdalsgatan dans le quartier de Norrmalm, et Bergsryggen dans la proche banlieue ouest de la capitale. Ces deux lotissements, qui ont été modernisés, font désormais partie du patrimoine culturel de la Suède.

## Crise du logement à Stockholm au début duXXesiècle

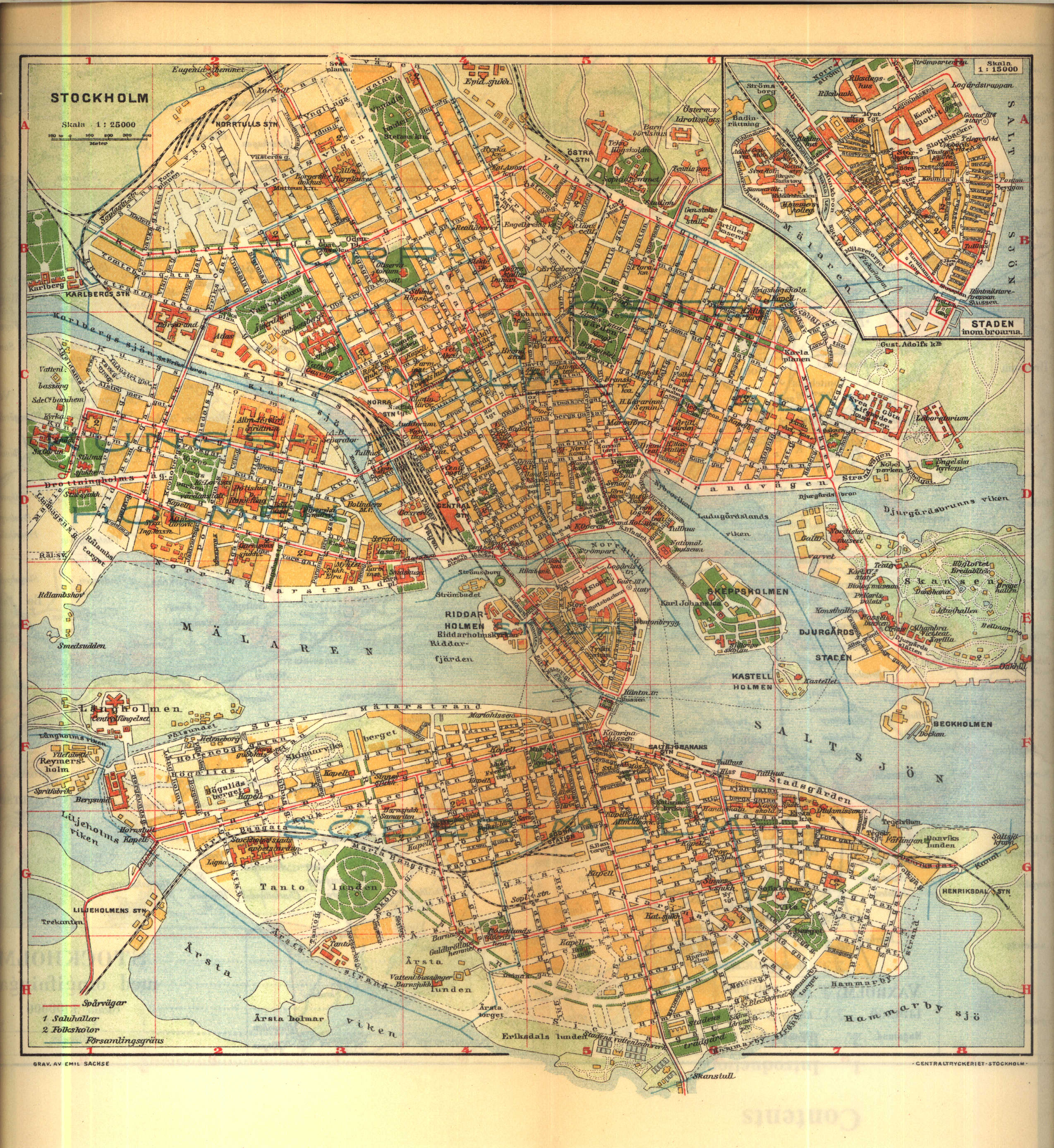
Carte de Stockholm au début du XX. Au centre, la vieille ville, au nord, les quartiers de Norrmalm et Östermalm, au sud, Södermalm, et à l'ouest, Kungsholmen.

Au début du XXe siècle, Stockholm connait une crise du logement sévère. Malgré la mise en place d'une charte de construction et d'un plan de développement urbain pour faire face à la situation, la croissance rapide de la population conduit à une augmentation du nombre de mal logés. Avec la révolution industrielle, Stockholm est en effet la cible d'une migration massive, et la population de la capitale suédoise passe de 168 000 habitants en 1880 à 300 500 habitants en 1900. La ville est totalement prise au dépourvu par ce flot humain, et pendant les pires heures de la crise à la fin du XIXe siècle, on construit des logements provisoires dans des fabriques abandonnées, des casernes, des gymnases ou des hôpitaux. Ces logements d'urgence étaient souvent faits de planches de bois et n'avaient pas de plancher, mais étaient préférables à une marque à la craie sur le sol, ou à un simple drap pour délimiter un espace privé.

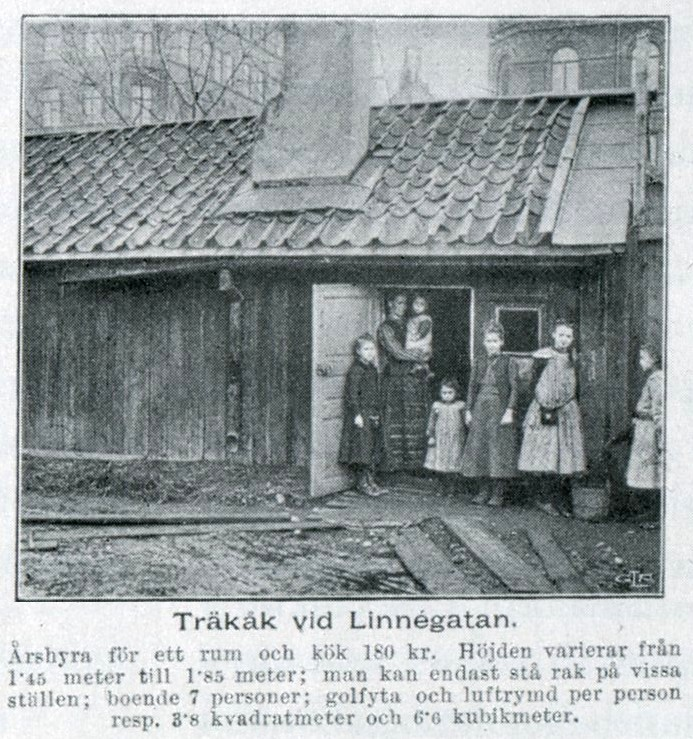
Un extrait de l'état des lieux du logement à Stockholm en 1903.

En dépit de la construction intensive d'immeubles locatifs, de nombreuses familles ouvrières ou à faible revenu ne trouvent pas à se loger, et celles qui ont un logement sont souvent à l'étroit. Le marché locatif est dérégulé, et ni l'état ni la commune ne souhaitent intervenir. Dans certains baraquements construits par les spéculateurs, les "appartements" sont constitués d'une seule pièce, avec ou sans cuisine. Dans les logements sans cuisine, c'est le poêle qui sert à la cuisson des aliments. On stocke dans les caves pommes de terre et charbon, et dans les cours sont alignées des latrines. Les nouvelles constructions en pierre renferment souvent une certaine humidité et ne peuvent être louées qu'après avoir séché. Pour raccourcir ce délai, on n'hésite pas à proposer les appartements gratuitement ou à prix cassés à des personnes sans ressource que l'on appelle « sécheurs » ou « champignons ».

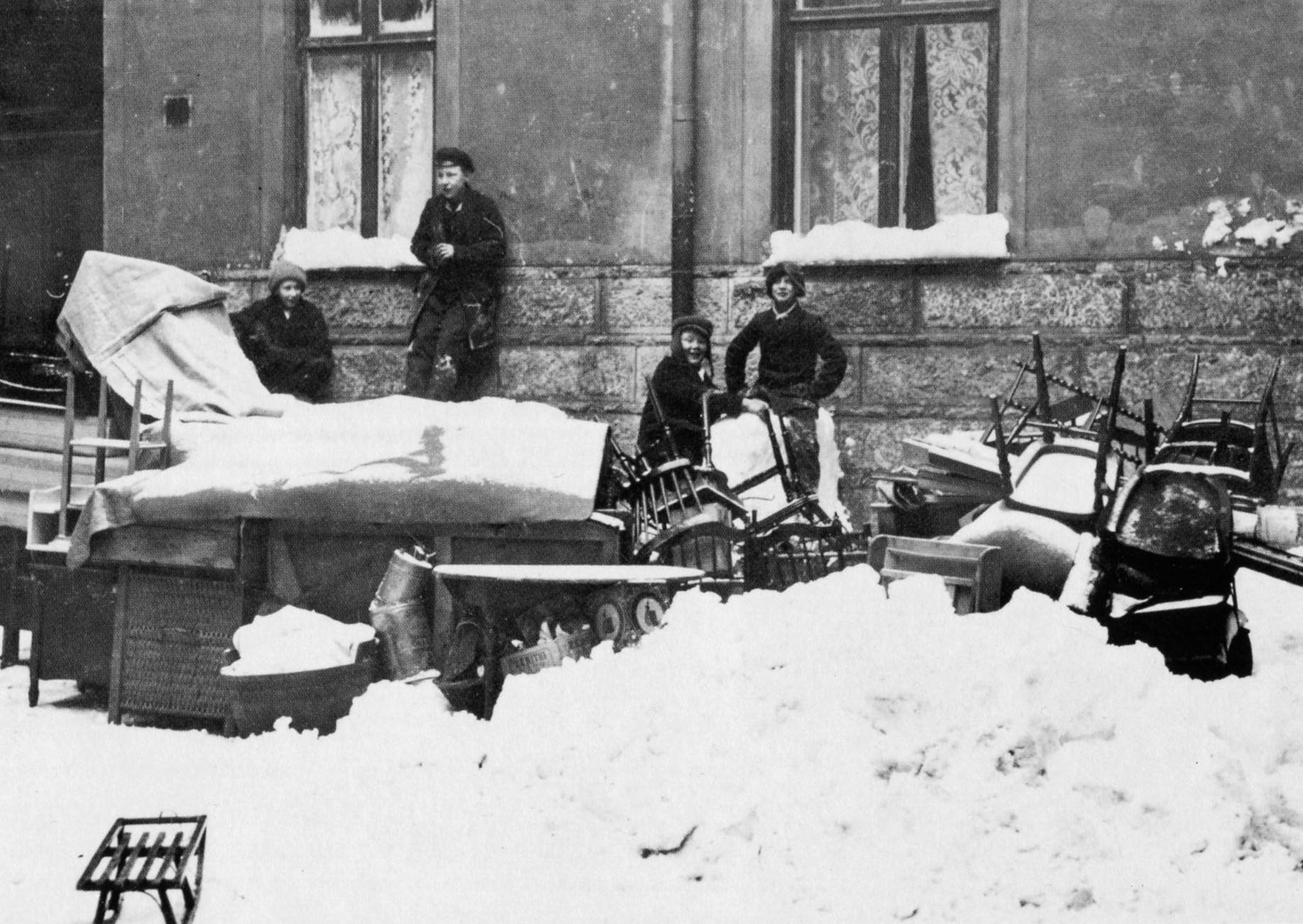
Une expulsion à Stockholm dans les années 1910.

Il existe un système de logement chez l'habitant, qui permet aux locataires, bien que déjà le plus souvent à l'étroit, de louer une partie de leur habitation afin de gagner un peu d'argent. En 1903, la situation du logement à Stockholm est décrite dans une lettre de la façon suivante : « Un quart de la population vit chez l'habitant. Chaque logement est rempli à craquer par les membres de la famille, auxquels s'ajoutent les habitants payants. Cent mille personnes ne disposent pas d'un espace vital suffisant à Stockholm. » C'est ainsi que les loyers augmentent de 80 % entre 1884 et 1913. Il n'existe pas de protection légale contre les expulsions, et de nombreuses familles se retrouvent à la rue.
Dans son état des lieux du logement à Stockholm en 1903, le statisticien Josef Guinchard illustre ses propos par « quelques exemples de logements à Stockholm ». Il montre notamment la photographie d'une cabane en bois située à Östermalm avec la légende suivante :
« Cabane rue Linnégatan. Loyer annuel pour une pièce et une cuisine : 180 couronnes. La hauteur sous plafond varie de 1,45 m à 1,85 m, on ne peut se tenir droit qu'à certains endroits, 7 habitants, surface au sol par habitant 3,8 m2, volume par habitant 6,6 m3 ». Guinchard poursuit avec d'autres exemples encore plus saisissants, comme un abri sans mur rue Luntmakargatan habité (y compris en hiver) par deux personnes, une baraque en brique à Kungsholmen « construite par les trois habitants eux-mêmes », ou encore une cabane en bois « totalement insalubre, il pleut et neige à l'intérieur».
À la même époque, la ville de Stockholm entreprend l'acquisition de terrains dans la proche banlieue sud et ouest. Pour les dirigeants locaux, il est possible de construire des logements « à la campagne » pour un prix équivalent à celui des baraquements du centre-ville, mais avec une qualité de vie sensiblement meilleure pour les habitants. En 1914, la ville publie une brochure qui montre qu'un petit pavillon de deux pièces cuisine en banlieue est accessible pour le même prix qu'un appartement de deux pièces cuisine au centre-ville, à savoir 525 couronnes par an, mais le pavillon en banlieue inclut aussi une cave et un jardin. Les principaux instigateurs du projet sont Carl Lindhagen, maire de Stockholm de 1903 à 1930, et Herman Ygberg. Il faut toutefois attendre les années 1920 pour voir les pavillons se concrétiser.

## Crise du logement pendant la Première Guerre mondiale

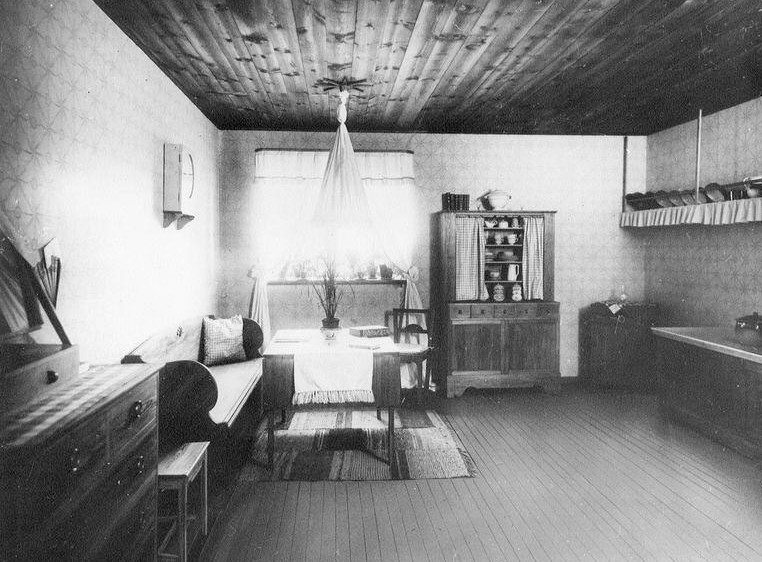
Appartement-cuisine d'Åhrén et Asplund.

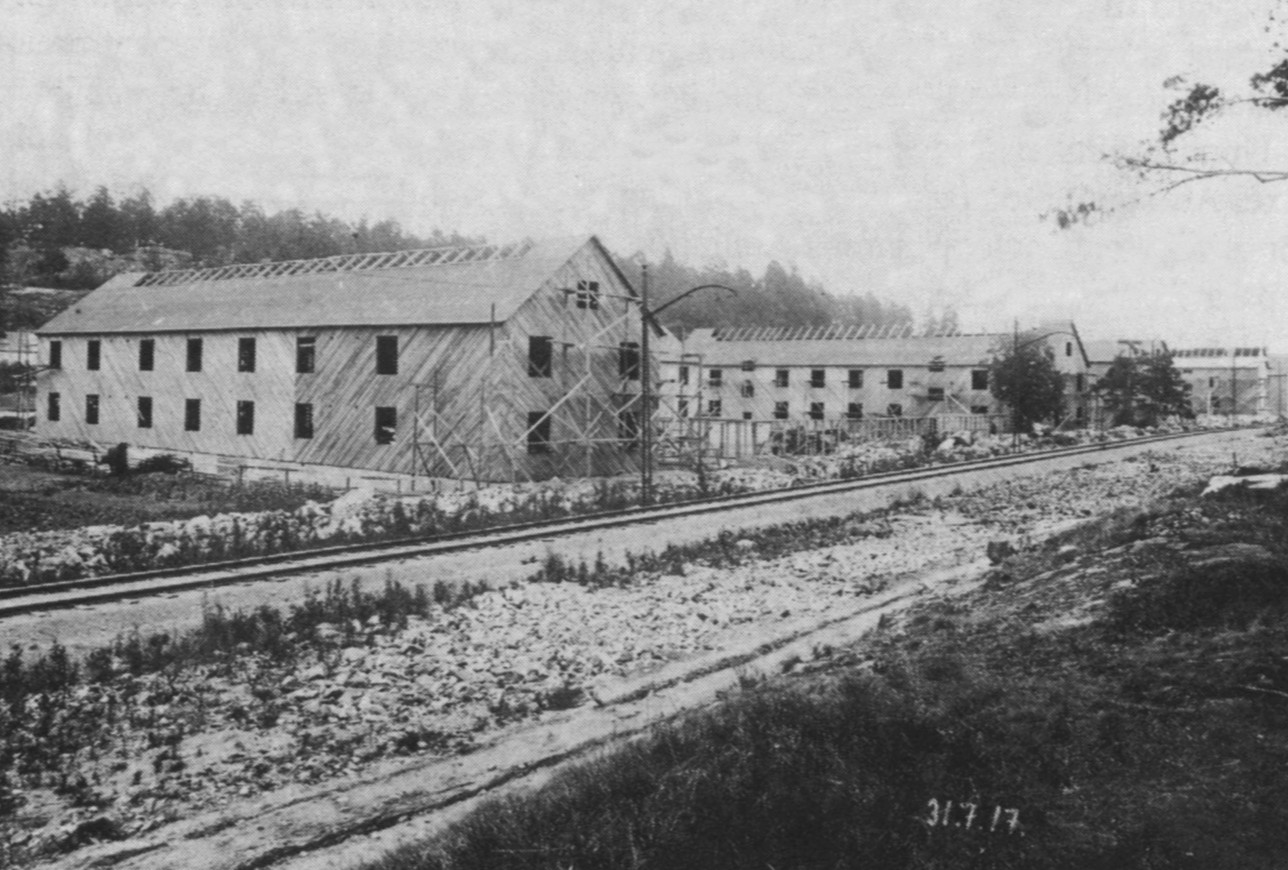
Construction des logements d'urgence d'Alvik en août 1917.

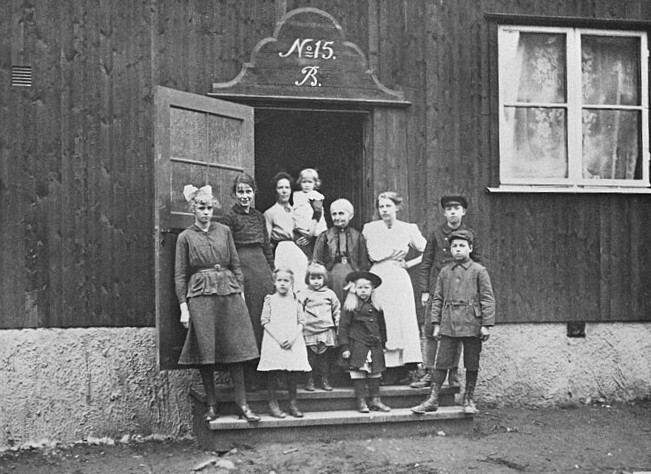
Nouveaux locataires au camp des chercheurs d'or en 1917.

Le secteur immobilier est soumis à la loi du marché, et ce n'est qu'en cas de pénurie de logements aigüe et occasionnelle qu'une intervention de la commune est jugée acceptable. La passivité des responsables locaux conduit à des rassemblements et des manifestations, mais aussi à des initiatives individuelles. Une coopérative immobilière, la SKB, est créée en 1916 en réaction aux difficultés rencontrées par le secteur. En 1917, la SKB présente Motorn, sa première réalisation dans le quartier de Norrmalm à Stockholm, conçue par l'architecte Gustaf Larson. En 1916-1917, elle enchaine avec des logements d'urgence de deux étages à Bergsryggen dans la proche banlieue de Stockholm.
La crise du logement s'aggrave pendant la Première Guerre mondiale. Pratiquement tous les chantiers de construction privés sont suspendus, et les coûts augmentent fortement en raison de la pénurie de matériaux et du rationnement. En 1917, libéraux et sociaux-démocrates forment une coalition de gouvernement qui décide d'un plafonnement des loyers, et en 1918 le parlement vote en faveur de subventions pour la construction de logements provisoires en bois dans les villes les plus touchées par la crise. Les difficultés ne concernent en effet pas seulement Stockholm, même si c'est à Stockholm que la situation est la plus critique.
Dans les années 1917 à 1924, 2 500 logements d'urgence sont construits dans la capitale. Lors d'une foire exposition consacrée à la maison et l'habitat en 1917, on montre comment de tels logements peuvent être conçus, en exposant en particulier un appartement-cuisine, œuvre des architectes Uno Åhrén et Gunnar Asplund, dans lequel la cuisine fait figure de salle de séjour et de chambre à coucher pour toute la famille. L'idée est de montrer qu'un mini-logement, composé d'une cuisine et d'une seule pièce, voire encore plus petit, peut être une option envisageable s'il est bien aménagé.
La commune n'hésite pas à faire appel à des architectes de renom pour la réalisation d'appartements simples mais fonctionnels, entre autres Gunnar Asplund, Sven Erik Lundqvist, Gustaf Larson et Axel Wetterberg. Les logements d'urgence qui font leur apparition en divers endroits de la capitale en 1917 sont construits dans un souci d'économie extrême, mais ne manquent néanmoins pas de qualités ésthétiques. Ils s'inscrivent dans le courant architectural de l'époque, avec de belles façades soignées, le plus souvent peintes en rouge de Falun. Pour éviter les travaux de terrassement, la position des bâtiments doit s'adapter aux aléas du terrain, ce qui donne aux lotissements des allures de villes champignons. Un visiteur occasionnel ne pouvait deviner la misère cachée derrière les façades.
Les logements d'urgence construits à l'initiative de la commune, des coopératives ou d'entreprises privées sont considérés comme provisoires, et on n'hésite pas à bâtir sur des terrains en principe destinés à d'autres usages. On se sert notamment de parcs ou de zones à vocation de services publics, c'est-à-dire de terrains destinés à la construction d'hôpitaux, d'écoles, d'églises ou encore d'installations sportives. On pense alors que la situation va se normaliser rapidement après la guerre, et que les logements d'urgence ne seront alors plus nécessaires. Dans le même ordre d'idées, le parlement vote au début des années 1920 une réduction des subventions, et en 1923 le plafonnement des loyers est abrogé dans le but de stimuler les investissements privés.

## Zones de construction des logements d'urgence

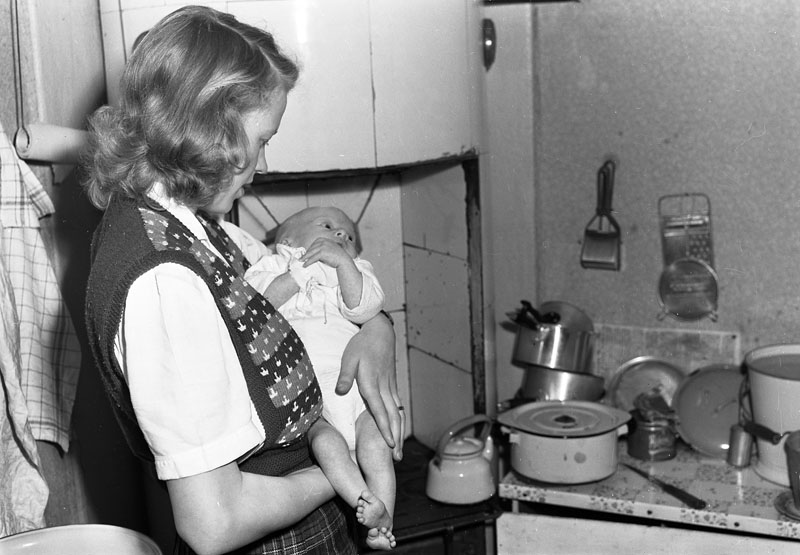
Dans un logement d'urgence réhabilité, en 1951.

La construction de logements d'urgence se concentre sur quelques quartiers de Stockholm : le nord de Norrmalm, le nord-ouest de Kungsholmen, le sud-ouest de Södermalm et la proche banlieue ouest à Alvik. Au tout début du XXe siècle, des baraquements sont construits près de l'église Saint-Göran à Kungsholmen. Les logements y consistent en une pièce unique équipée d'un poêle avec four intégré. Seuls les logements situés aux extrémités des bâtiments disposent d'une cuisine. En tout, une quarantaine d'appartements sont construits. L'écrivain Maria Sandel a vécu dans un de ces logements. Ils seront démolis dans les années 1960.
Quatre autres baraquements, construits un peu plus à l'est, se verront baptisés « sacs-à-puces » en raison de la présence de punaises de lit. Ils sont démolis au milieu des années 1930 pour laisser la place à des constructions permanentes. En juin 1917, 350 logements d'urgence sont construits non loin de là. Baptisés « camp des chercheurs d'or », ils sont démolis en 1963.
C'est surtout dans le sud-ouest de Södermalm que se concentrent les logements d'urgence. Ils consistent soit en des baraquements, soit en des lotissements dessinés par des architectes. On construit par exemple, sur le site de l'actuel Hôpital Sud (Södersjukhuset), dix-sept baraquements, et un peu plus au sud dix-huit autres baraquements. Non loin de là, deux lotissements sont construits : Stativet et Tumstocken, œuvre de Gunnar Asplund, et Stiftet. Le site d'Alvik compte quant à lui 264 logements provisoires.

### Stativet et Tumstocken
59° 18′ 34″ N, 18° 03′ 51″ E (démoli en 1965)
L'un des plus grands lotissements de logements d'urgence est construit dans le quartier de Södermalm en 1917-1918. C'est l'architecte Gunnar Asplund qui en est l'auteur. Le projet, inhabituel pour l'époque, consiste en huit bâtiments d'un étage placés perpendiculairement à un long bâtiment, lui-même d'un étage. Les façades sont peintes en nuances rouges, jaunes et vertes. Le résultat donne une impression idyllique de petite ville de province, mais à l'intérieur, les logements sont de réalisation simple et standard. Asplund parvient néanmoins à créer un lotissement non dépourvu de charme au milieu d'un terrain planté d'arbres.
Dans les années 1960, on envisage de donner une seconde vie au lotissement, et un projet de rénovation est lancé. Les bâtiments sont toutefois très dégradés et lorsqu'un incendie en mars 1965 détruit une partie du lotissement, le projet de rénovation est abandonné. Les bâtiments sont alors démolis. En 1965, un plan de développement urbain désigne le quartier comme zone d'habitation où peuvent être construits des immeubles d'au plus 5 étages et 13 mètres de profondeur. On y trouve aujourd'hui le parc de Rosenlund et un ensemble d'immeubles sans originalité.

### Cedersdalsgatan
59° 21′ 00″ N, 18° 03′ 06,8″ E (rue Vanadislunden)

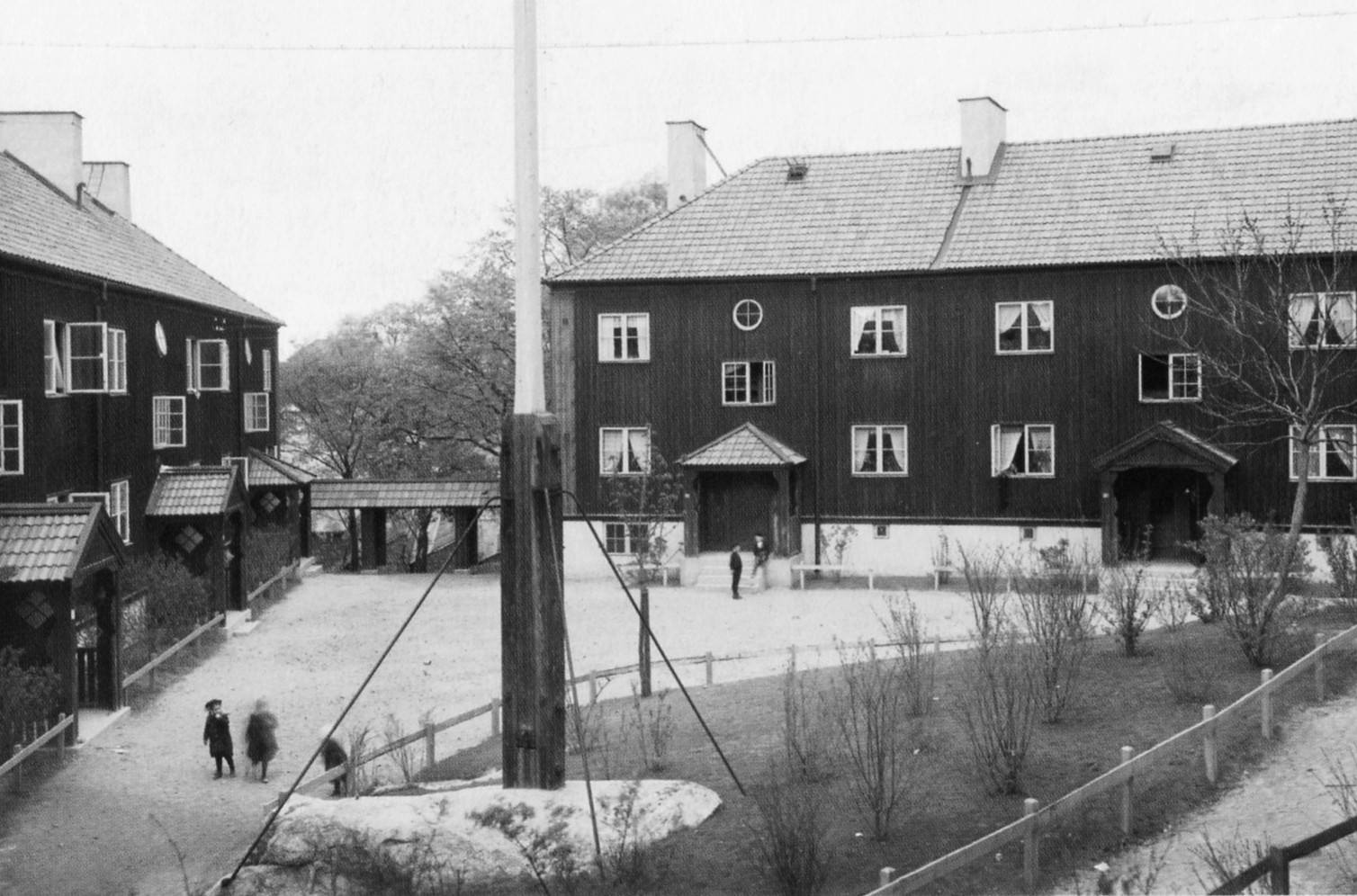
Les logements d'urgence de la rue Cedersdalsgatan en 1919.

Ces logements d'urgence, construits en 1919 dans le nord de Norrmalm, consistent en quatre immeubles d'un étage. C'est la ville de Stockholm qui est à l'origine du projet, et les plans sont signés de l'architecte Axel Wetterberg. Dans les années 1930, un des immeubles est démoli lors de l'élargissement de la chaussée. Le lotissement est laissé à l'abandon jusqu'aux années 1960, période au cours de laquelle les bâtiments sont modernisés, et des cloisons sont supprimées pour former des appartements plus grands. Les trois immeubles comptent aujourd'hui parmi les rares logements d'urgence à avoir été conservés, et sont particulièrement appréciés sur le marché immobilier.

### Bergsryggen
59° 20′ 18″ N, 17° 57′ 49″ E (numéros 37 à 49 rue Ulvsundavägen)
Dans les années 1916-1917, la ville de Stockholm fait construire ce bâtiment de deux étages sous la responsabilité de l'architecte Gustaf Larson. Larsson donne au bâtiment une architecture élaborée, dans laquelle la longue façade est coupée par un corps de logis transverse, dont les pignons donnent à la fois sur la rue et sur la cour. Les caves et le rez-de-chaussée sont construits en pierre, tandis que les deux étages sont en bois — une combinaison architecturale typique de la ville de Göteborg. Conçu tout d'abord pour un usage limité dans le temps, Bergsryggen devient finalement une construction permanente dans les années 1960, en raison surtout de son esthétique réussie. Le bâtiment est aujourd'hui propriété du groupe immobilier public Familjebostäder qui en assure aussi la gestion locative.

### Le camp des chercheurs d'or
59° 20′ 07″ N, 18° 01′ 03″ E (démoli en 1963)

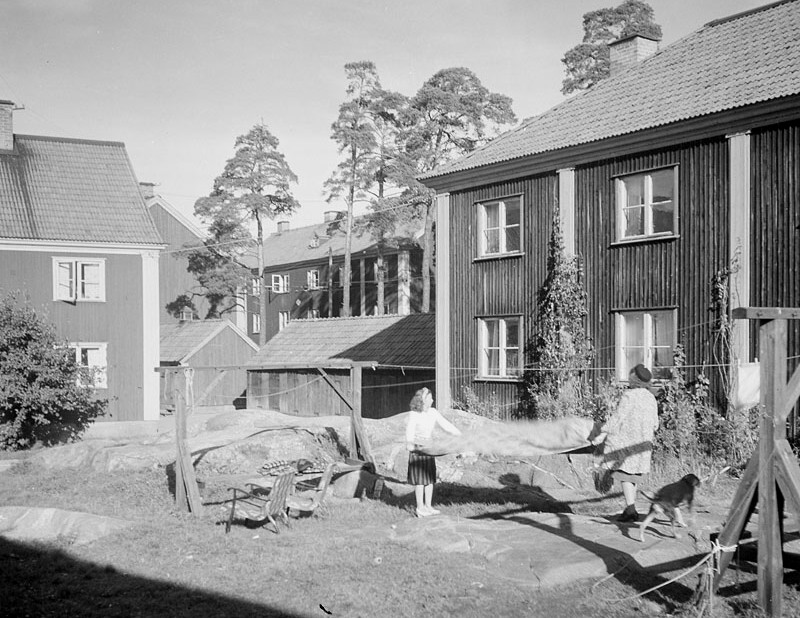
Le camp des chercheurs d'or en 1946.

En juin 1917, la ville de Stockholm entreprend la construction de 350 logements d'urgence dans le nord-ouest de Kungsholmen. Les premiers habitants peuvent emménager en automne de la même année. La réalisation est confiée à l'architecte Sven Erik Lundqvist, qui construira d'autres logements similaires, notamment à Norrköping. Il est question ici de 23 bâtiments en bois de un étage, avec entre 12 et 16 appartements dans chaque bâtiment. Les appartements, d'une superficie de 35 m2, sont composés d'une pièce et d'une cuisine. Ils sont équipés, selon le standard de l'époque, d'un poêle pour le chauffage, d'une cuisinière au gaz, de l'eau courante et de l'électricité. Pour éviter les travaux de terrassement, les bâtiments sont adaptés au terrain accidenté. Le résultat est un peu bancal, et évoque une ville champignon, ce qui donnera lieu plus tard à l'appellation ironique de camp des chercheurs d'or. Le lotissement inclut une aire de jeu avec un bac à sable, des balançoires et une cage à poules, ainsi que de larges surfaces pour les jeux de ballon. On y trouve aussi quelques boutiques, une supérette, une épicerie, une mercerie et un kiosque à journaux. Les plans d'aménagement urbain de mars 1939 désignent le quartier comme une zone à vocation industrielle et de services publics. On y trouve le siège du groupe Electrolux et des annexes de l'hôpital Saint-George tout proche.

### Alvik
59° 20′ 02″ N, 17° 58′ 30″ E (démoli à partir des années 1930)
À l'emplacement actuel de la place Alviksplan, on construit en 1917 des immeubles pour un total de 264 appartements d'une pièce cuisine. C'est l'architecte John Åkerlund qui est chargé du projet. Les immeubles d'un étage sont positionnés autour de trois larges cours baptisées « cours rouge, jaune et brune ». Chacune des cours est délimitée par trois immeubles situés à l'ouest, au nord et à l'est, tandis que le côté sud est occupé par des débarras et des latrines. Au milieu des cours se trouvent des aires de jeu. Les bâtiments sont construits par un entrepreneur privé, à la suite d'un appel d'offres. Les délais de construction sont extrêmement serrés, et malgré la pénurie de matériaux, le lotissement peut accueillir ses premiers locataires le 1er octobre 1917. Les appartements sont gérés par le tribunal immobilier de Stockholm, et le loyer annuel pour une pièce cuisine est fixé à 440 couronnes. Au milieu des années 1930, les premiers bâtiments sont démolis lors des travaux d'élargissement de l'axe routier Drottningholmsvägen et d'aménagement de la place Alviksplan. La majeure partie du lotissement est ensuite détruite au début des années 1940 pour laisser place à un dépôt ferroviaire. Tout près de la place Alviksplan, quelques bâtiments subsistaient encore au début des années 1950. Ils ont aujourd'hui disparu.

## Pavillons, immeubles et grands ensembles
À la fin des années 1920 et au début des années 1930, la pénurie de petites surfaces à bas prix se fait toujours ressentir, et nombre de logements d'urgence sont encore occupés jusque dans les années 1960. La solution à la crise du logement passe par la construction de zones pavillonnaires et d'immeubles dans la proche banlieue. On met ainsi fin à l'état d'urgence, mais la pénurie se poursuit jusqu'aux années 1950, et les responsables locaux tentent de dissuader les nouveaux arrivants. À l'initiative de l'office du développement urbain, une campagne d'affichage est ainsi lancée pour décourager les candidats à la migration vers la capitale. Sur les affiches placardées dans toutes les gares du pays, on peut lire « Ne cherchez pas à venir à Stockholm – 21 000 personnes y cherchent en vain un logement ». Ce n'est qu'avec le programme million, et la construction d'environ 200 000 nouveaux logements dans le grand Stockholm, qu'est trouvée une solution définitive à la pénurie.

## Galerie

### Bâtiments disparus

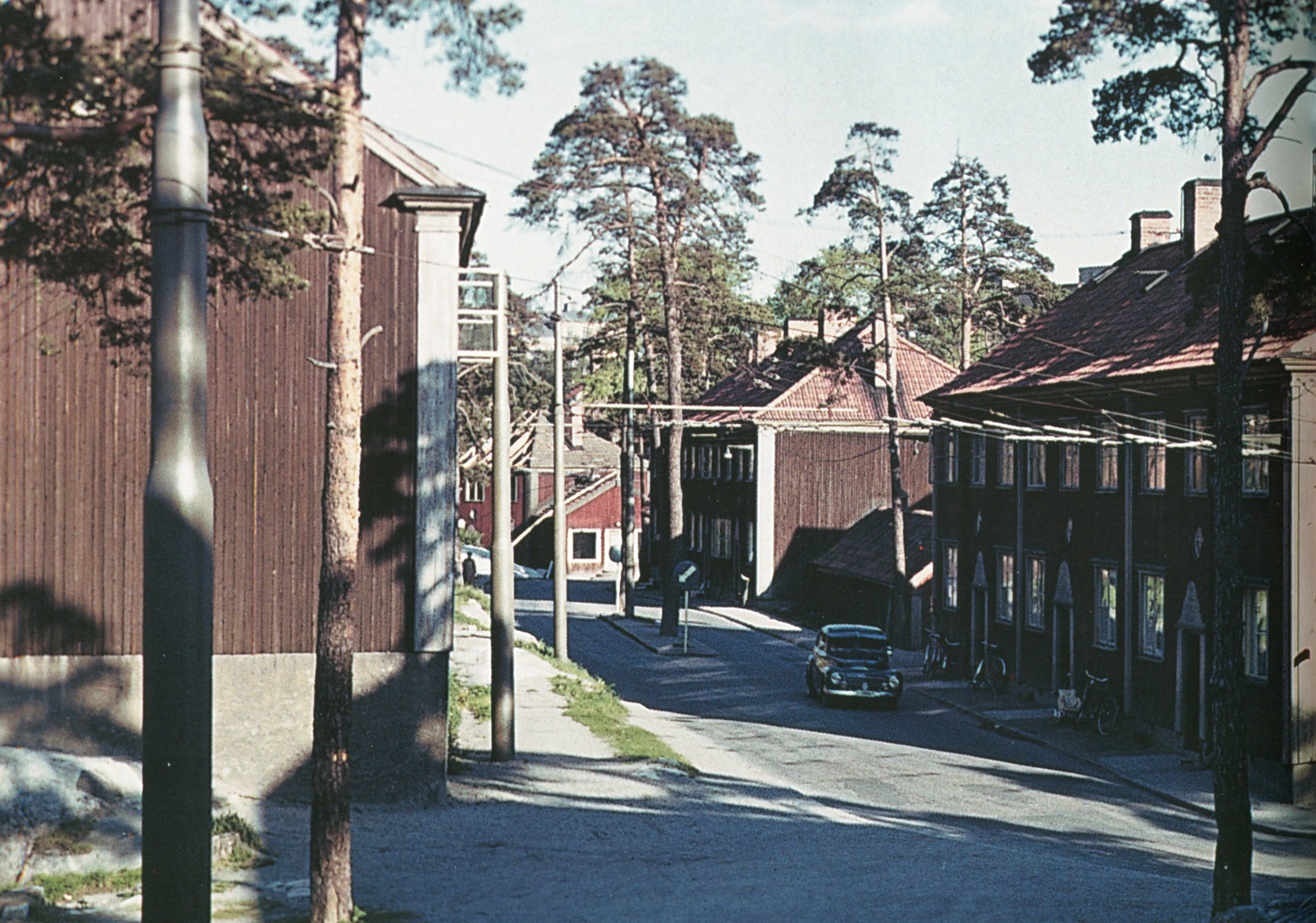
Le « camp des chercheurs d'or » en 1955.
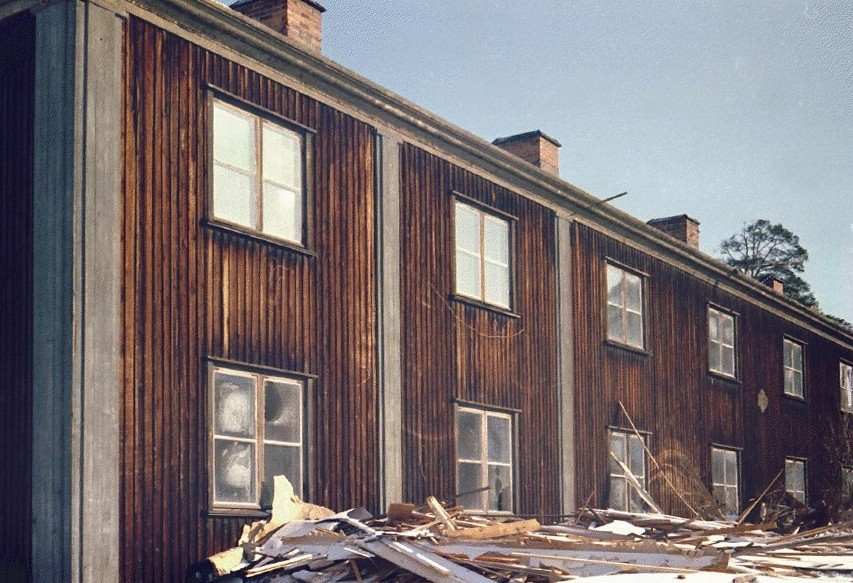
Démolition du « camp des chercheurs d'or » en 1963.
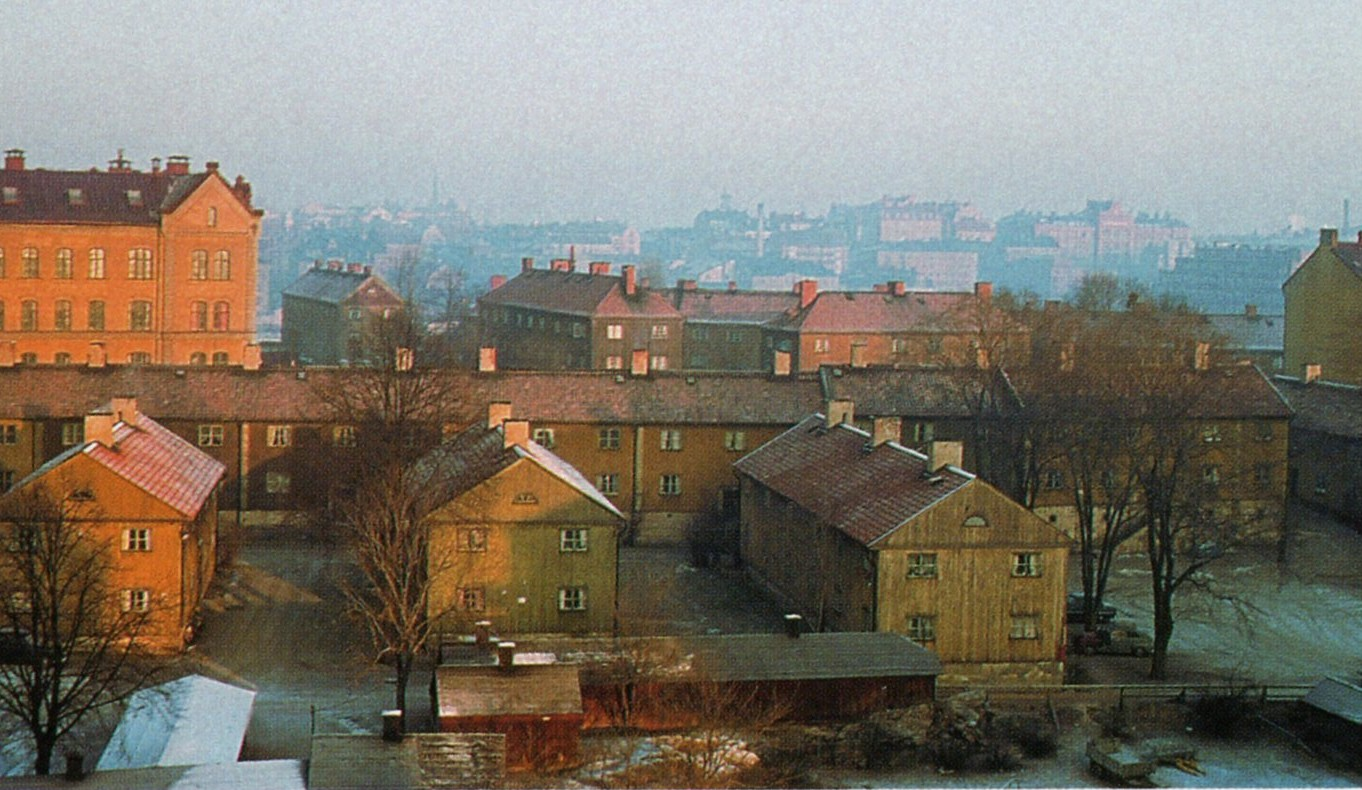
Stativet et Tumstocken en 1964.
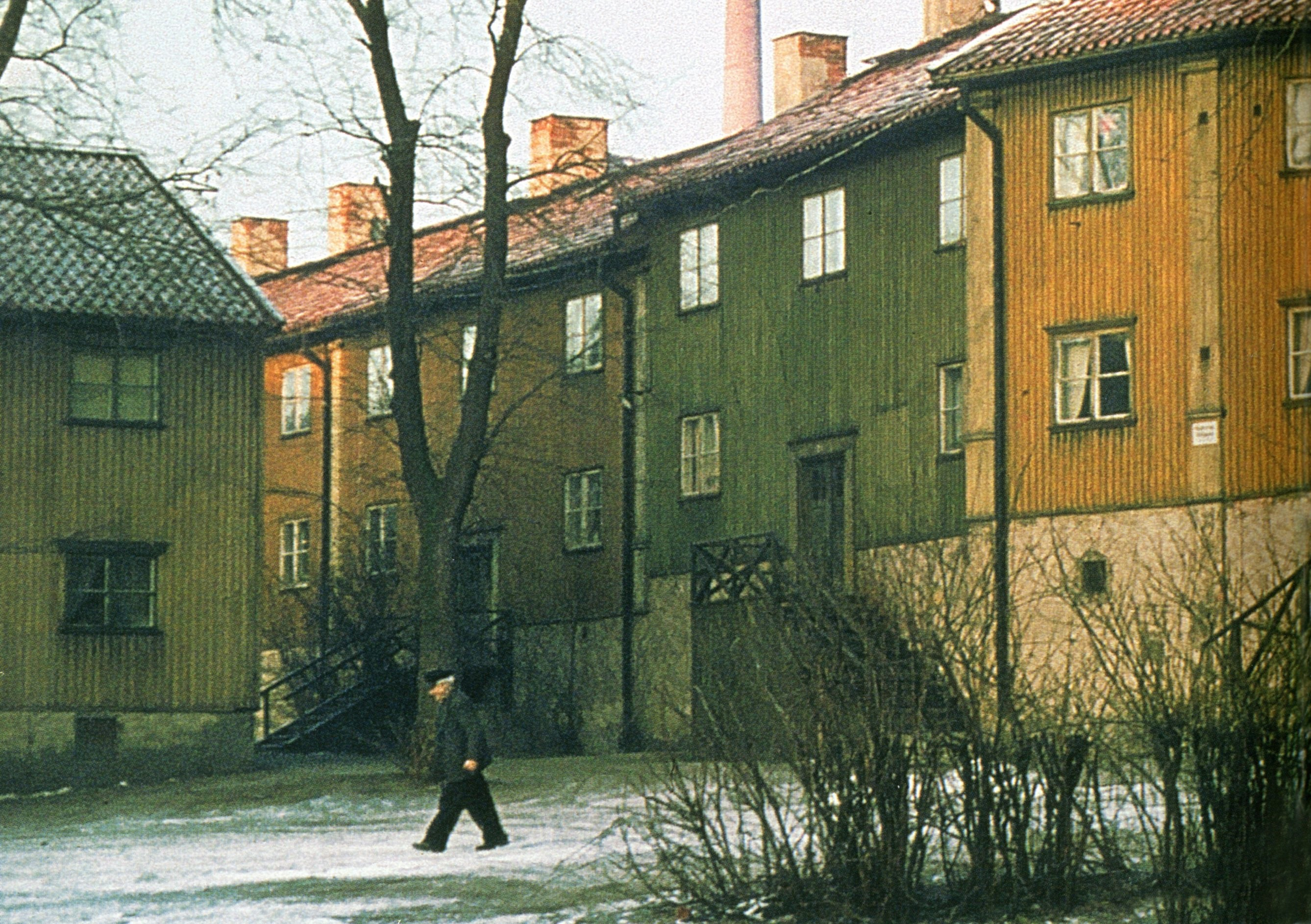
Stativet et Tumstocken en 1964.

### Bâtiments préservés

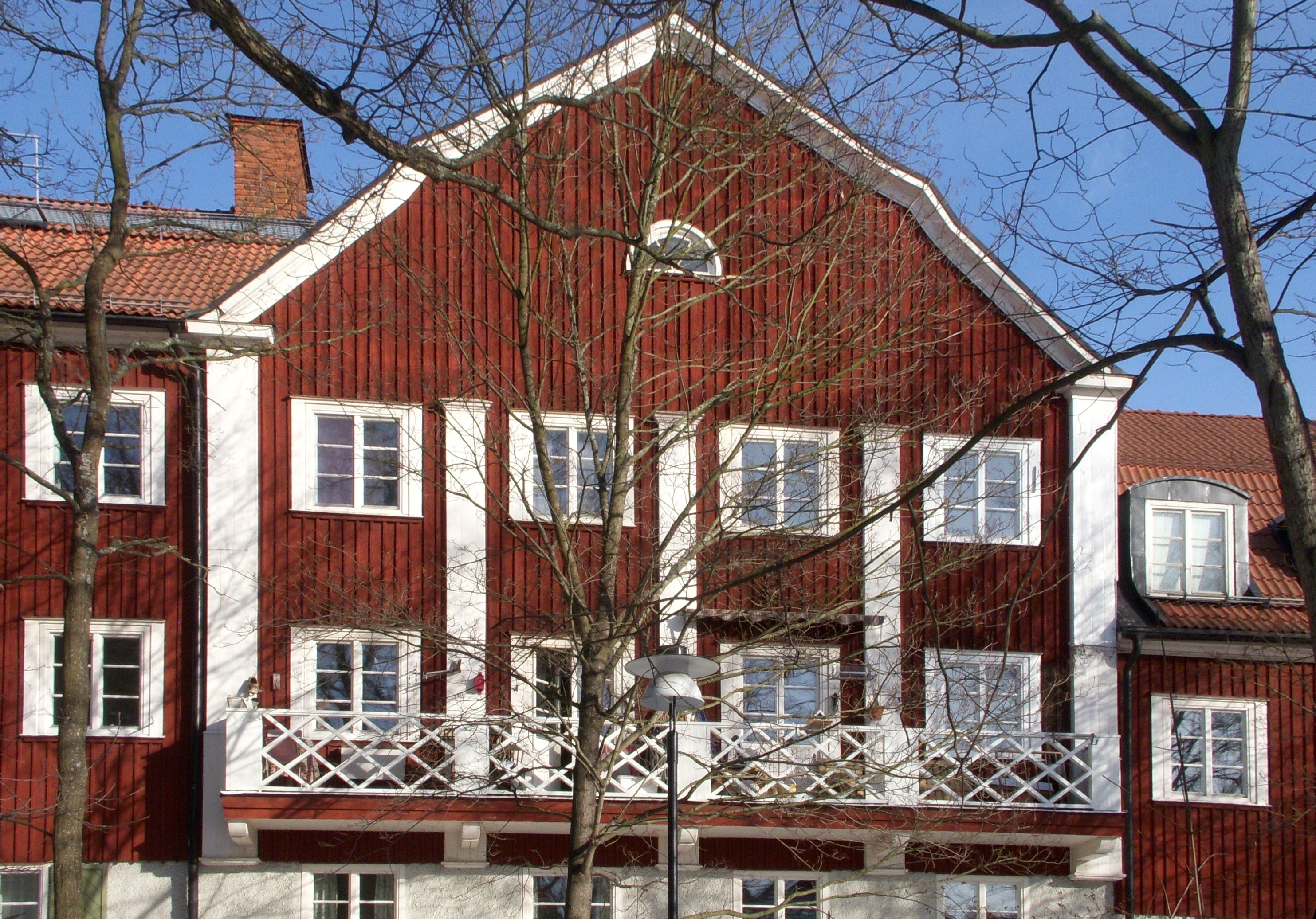
Bergsryggen en 2012.
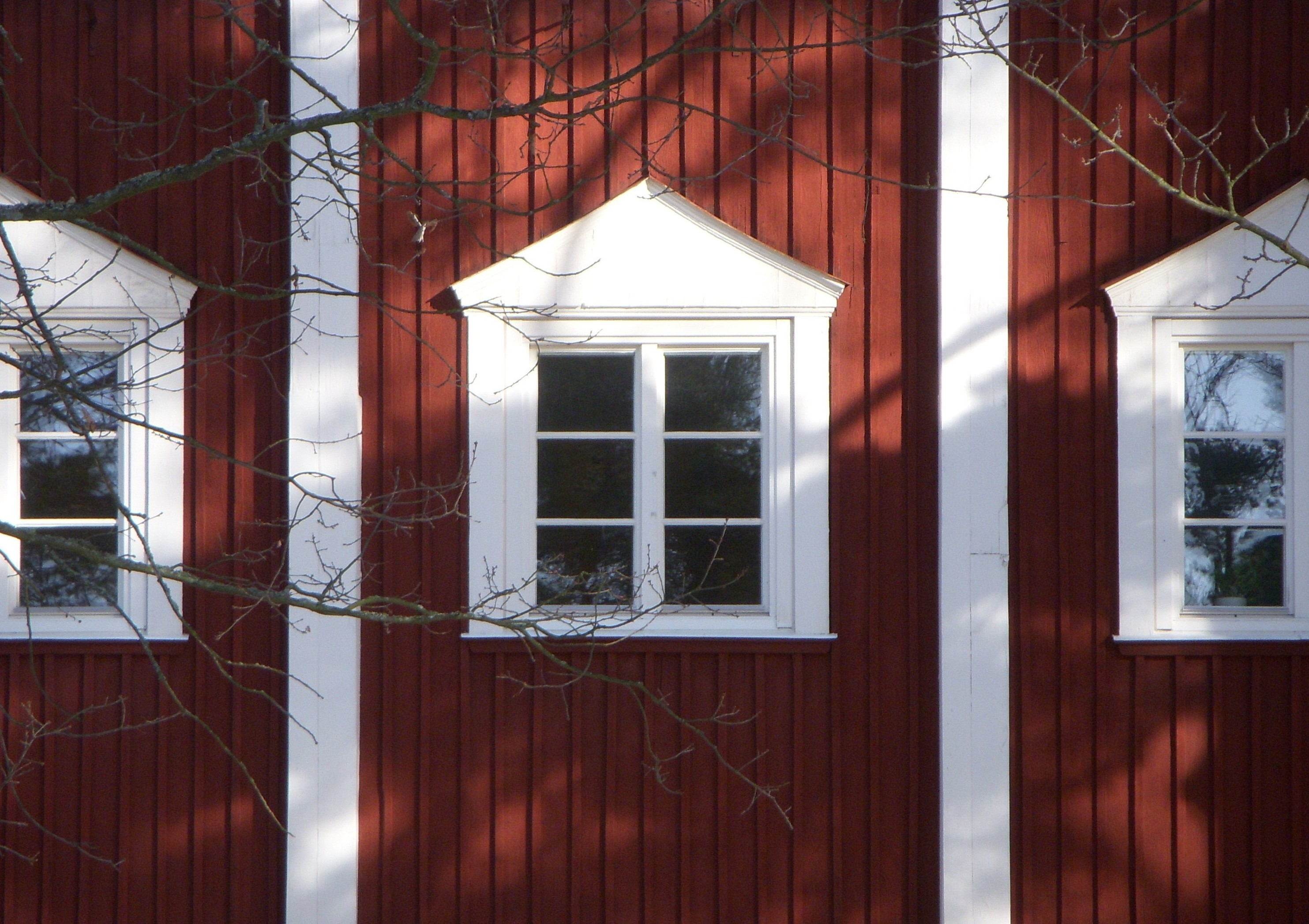
Bergsryggen en 2012.
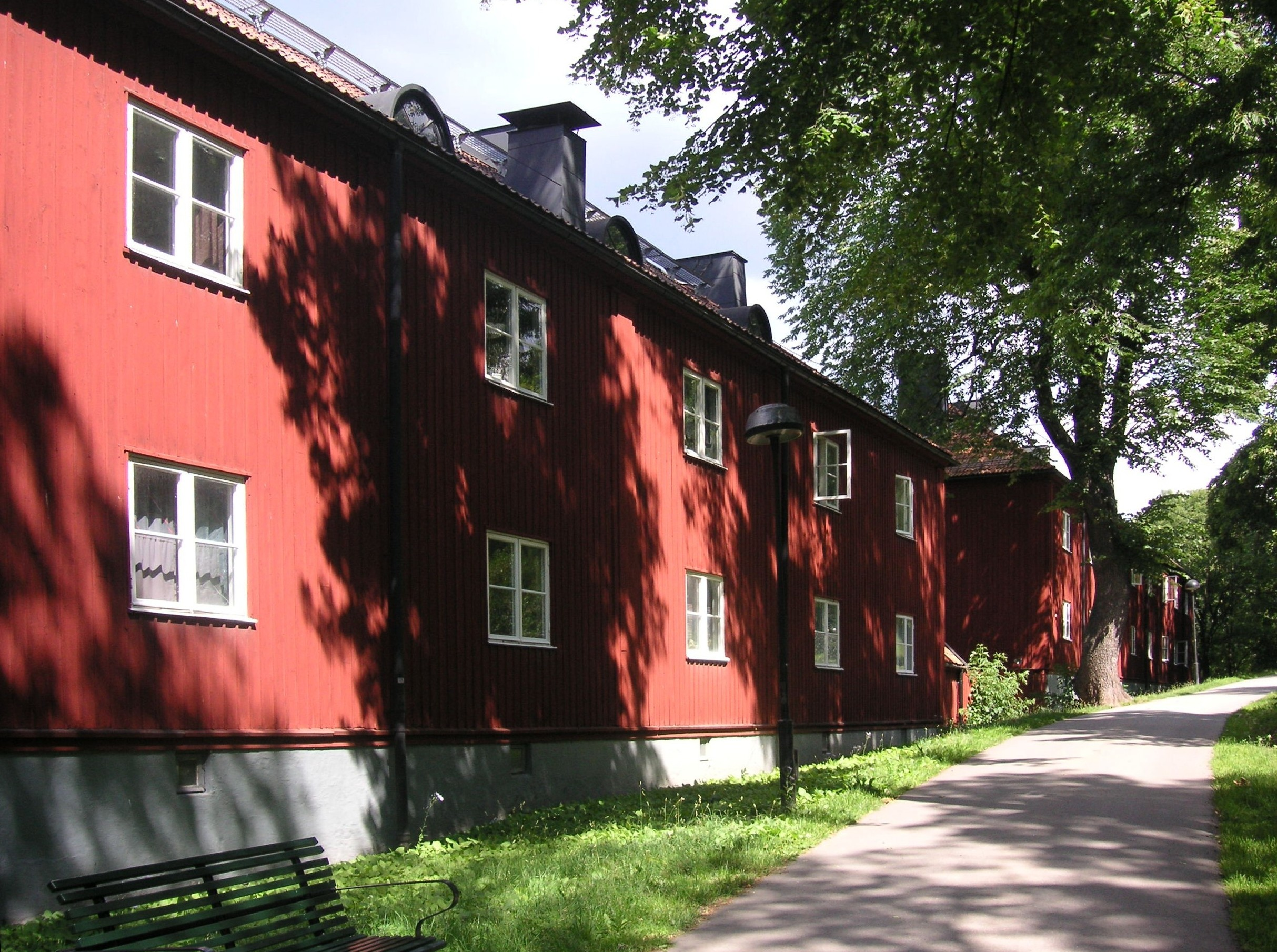
Cedersdalsgatan en 2008.
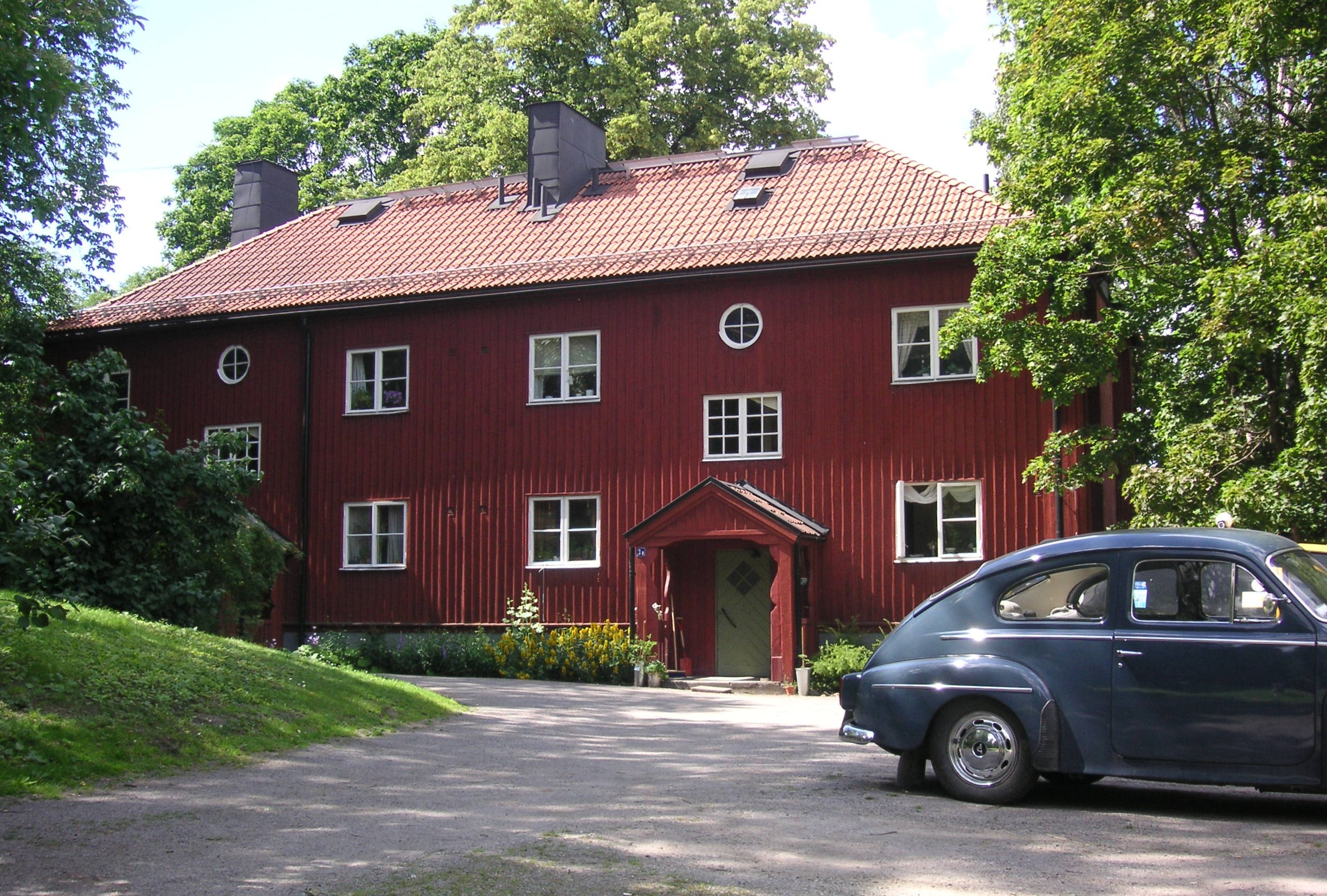
Cedersdalsgatan en 2008.